# Rolf Maximilian Sievert
Rolf Maximilian Sievert (ˈrɔlf maksɪmˈiːlɪan ˈsiːvəʈ (Stockholm, 1896. május 6. – Stockholm, 1966. október 3.) svéd orvosi fizikus. Jelentősen hozzájárult az ionizáló sugárzás emberi szervezetre gyakorolt hatásainak megismeréséhez, a sugárvédelem úttörője volt. Sievert számos sugárdózis mérő műszert talált fel, a legszélesebb körben ismert ezek közül a Sievert kamra. Munkásságának elismeréseképpen az 1979-es 16. Általános Súly- és Mértékügyi Konferencia róla nevezte el a dózisegyenérték SI-mértékegységét (sievert, jele: Sv).

## Élete és munkássága
Rolf Sievert Svédországban, Stockholmban született, a vállalkozó Max Sievert fiaként. 1914-ben az érettségit követően a Karolinska Intézetben folytatta tanulmányait, majd 1915-től 1916-ig a Kungliga Tekniska högskolan hallgatója volt. 1919-ben az Uppsalai Egyetemen megszerezte a Master of Science (MSc) fokozatot. Ugyanebben az évben egyetemi docens a Stockholmi Egyetemen. Sievert felvette a kapcsolatot a radiológusokkal, és felajánlotta nekik az együttműködését, annak érdekében, hogy megoldják a sugár-diagnosztikával és kezeléssel kapcsolatban felmerült fizikai problémákat.
1924 és 1937 között a svédországi Radiumhemmet  fizika laboratóriumának vezetője volt; majd 1937-től a Karolinska Intézet sugárfizikai részlegének tanszékvezetője. 1941-től a sugárfizika professzora. Úttörő szerepet játszott a sugárdózis mérésének területén, különösen annak diagnosztikai, illetve rák-kezelési felhasználását illetően. A későbbi éveiben figyelmét az alacsony dózisú, ismételten bekövetkező sugárzás biológiai hatásainak kutatására összpontosította. 1964-ben megalapította a Nemzetközi Sugárvédelmi Társaságot, melynek egy ideig elnöke is volt.
1965-ös nyugdíjba vonulásától, 1966-ban bekövetkezett haláláig nagyon aktív szerepet vállalt az érdeklődési területének - sugárdózis mérés és sugárvédelem - nemzeti és a nemzetközi együttműködésében, melynek úttörője volt.

## Fordítás
- Ez a szócikk részben vagy egészben  a   Rolf Maximilian Sievert című angol Wikipédia-szócikk fordításán alapul.  Az eredeti cikk szerkesztőit annak laptörténete sorolja fel. Ez a jelzés csupán a megfogalmazás eredetét és a szerzői jogokat jelzi, nem szolgál a cikkben szereplő információk forrásmegjelöléseként.
- Ez a szócikk részben vagy egészben  a   Rolf Sievert című svéd Wikipédia-szócikk fordításán alapul.  Az eredeti cikk szerkesztőit annak laptörténete sorolja fel. Ez a jelzés csupán a megfogalmazás eredetét és a szerzői jogokat jelzi, nem szolgál a cikkben szereplő információk forrásmegjelöléseként.